# Bleed
«Bleed» es una canción de la banda brasileña-estadounidense de groove metal Soulfly. Fue lanzado el  23 de diciembre de 1998 como el tercer sencillo de su primer álbum de estudio Soulfly, editado en abril de 1998. Los miembros invitados de Limp Bizkit, Fred Durst y DJ Lethal, cantan esta canción sobre el dolor, la mentira y la locura con letra escrita por Durst y Max Cavalera. Esta canción homenajea a Cavalera por la prematura muerte de su hijastro Dana.

## Video musical
"Bleed" fue el primer vídeo musical lanzado por Soulfly. Las escenas incluyen una pelea que incluye estrangulamiento, el cantante invitado Durst salta y conduce con el parabrisas destrozado en el lado del conductor de un automóvil.

## Lista de canciones
Maxisencillo
| N.º | Título                                         | Duración |  |
| 1.  | «Bleed»                                        | 4:07     |  |
| 2.  | «No Hope = No Fear»                            | 4:37     |  |
| 3.  | «Cangaceiro»                                   | 2:19     |  |
| 4.  | «Ain't No Feeble Bastard» (cover de Discharge) | 1:38     |  |

Promo CD
| N.º | Título  | Duración |  |
| 1.  | «Bleed» | 4:07     |  |

## Personal
Soulfly
- Max Cavalera – Voces, Guitarra, Productor
- Jackson Bandeira – Guitarra
- Marcello D. Rapp – Bajo, Percusión
- Roy Mayorga – Batería, Percusión

Músicos adicionales
- Fred Durst: voz
- DJ Lethal: Scratching